# Bungarus
Bungarus – rodzaj jadowitych węży z rodziny zdradnicowatych (Elapidae).

## Zasięg występowania
Rodzaj obejmuje gatunki występujące w Azji (Iran, Afganistan, Pakistan, Chiny, Tajwan, Indie, Sri Lanka, Bangladesz, Nepal, Bhutan, Mjanma, Laos, Tajlandia, Wietnam, Kambodża, Malezja, Singapur, Brunei i Indonezja).

## Charakterystyka
Węże z tego rodzaju prowadzą naziemny tryb życia, są aktywne nocą. Polują przeważnie na inne węże, uzupełniając pokarm jaszczurkami, żabami i małymi ssakami. Samice są jajorodne i opiekują się jajami aż do wyklucia młodych. Jad tych węży jest bardzo niebezpieczny, zawiera dużo neurotoksyn. Śmierć następuje zwykle na skutek porażenia układu oddechowego.

## Systematyka

### Etymologia
- Bungarus: tel. baṅgāru „złoty”[2].
- Pseudoboa: gr. ψευδος pseudos „fałszywy”[10]; rodzaj Boa Linnaeus, 1758. Gatunek typowy: Pseudoboa fasciata Schneider, 1801.
- Aspidoclonion (Aspidoclonium): gr. ασπις aspis, ασπιδος aspidos „tarcza”[11]; κλωνιον klōnion „gałązka”, zdrobnienie od κλων klōn, κλωνoς klōnos „gałąź”[12]. Gatunek typowy: Bungarus semifasciatus Boie, 1827 (= Coluber candidus Linnaeus, 1758).
- Megaerophis: gr. μεγαιρω megairō „zaczarować”[13]; οφις ophis, οφεως opheōs „wąż”[14]. Gatunek typowy: Megaerophis formosus J.E. Gray, 1849 (= Bungarus flaviceps Reinhardt, 1843).
- Xenurelaps: gr. ξενος xenos „obcy, dziwny”[15]; ουρα oura „ogon”[16]; ελοψ elops, ελοπος elopos „niemy”, tu w znaczeniu „jakiś rodzaj węża”[17]. Gatunek typowy: Elaps bungaroides Cantor, 1839.

### Podział systematyczny
Do rodzaju należą następujące gatunki: 
- Bungarus andamanensis Biswas & Sanyal, 1978
- Bungarus bungaroides (Cantor, 1839) – niemrawiec górski[18]
- Bungarus caeruleus (Schneider, 1801) – niemrawiec indyjski[18]
- Bungarus candidus (Linnaeus, 1758) – niemrawiec malajski[18]
- Bungarus ceylonicus (Günther, 1864 – niemrawiec cejloński[18]
- Bungarus fasciatus (Schneider, 1801) – niemrawiec pospolity[19]
- Bungarus flaviceps Reinhardt, 1843 – niemrawiec żółtogłowy[18]
- Bungarus lividus Cantor, 1839
- Bungarus magnimaculatus Wall & Evans, 1901
- Bungarus multicinctus Blyth, 1861 – niemrawiec prążkowany[18]
- Bungarus niger Wall, 1908
- Bungarus persicus Tin, Nilson, Mobaraki, Hooseini & Dehgannejhad, 2014
- Bungarus sagittatus Aksornneam, Rujirawan, Yodthong, Sung & Aowphol, 2024
- Bungarus sindanus Boulenger, 1897
- Bungarus slowinskii Kuch, Kizirian, Nguyen, Lawson, Donnelly & Mebs, 2005
- Bungarus suzhenae Chen, Shi, Vogel, Ding & Shi, 2021
- Bungarus walli Wall, 1907
- Bungarus wanghaotingi Pope, 1928